# Murphy J. Foster
Murphy James Foster, född 12 januari 1849 i Saint Mary Parish i Louisiana, död 21 juni 1921 i Saint Mary Parish i Louisiana, var en amerikansk politiker (demokrat). Han var guvernör i delstaten Louisiana 1892–1900. Han representerade Louisiana i USA:s senat 1901–1913.
Foster studerade vid Washington College (numera Washington and Lee University), Cumberland University och University of Louisiana (numera Tulane University). Han inledde 1871 sin karriär som advokat i Franklin.
Foster efterträdde 1892 Francis T. Nicholls som guvernör i Louisiana. Han efterträddes 1900 av William Wright Heard. Han tillträdde följande år som senator för Louisiana. Han efterträddes 1913 som senator av Joseph E. Ransdell.
Fosters grav finns på Franklin Cemetery i Franklin.